# Steven Pressfield
Steven Pressfield (* září 1943 v Port of Spain, Trinidad) je světově proslulý americký romanopisec a scenárista, známý zejména pro své filmy a romány s vojenskou tematikou z období starověku. Je autorem bestselleru „The War of Art“, který vyšel česky jako „Válka umění“ (2017, nakladatelství Jan Melvil Publishing). Žije v Los Angeles.

## Životopis
Pressfield se narodil v roce 1943 na ostrově Trinidad, kde jeho otec působil jako voják Námořnictva spojených států amerických. Vystudoval Dukeovu univerzitu. Následně se živil jako copywriter, učitel, řidič traktoru, ošetřovatel v psychiatrické léčebně nebo sběrač ovoce. Vystřídal 21 zaměstnání v 11 státech. Během této doby se pokoušel živit jako autor. Své zkušenosti později sepsal v knize „The War of Art“.

## Romány
Ve svých filmech a historických románech se Pressfield snaží maximálně držet reality a známých faktů, nicméně doplňuje je o spoustu smyšlených postav a detailů, které mají dokreslit atmosféru doby a vysvětlit sebechápání tehdejších lidí – popsat jejich život a pojetí cti a povinnosti. Své knihy obvykle píše z úhlu pohledu jedné postavy – často jako její vyprávění nebo popis situace.
Svůj první román „The Legend of Bagger Vance“ vydal v roce 1995. Druhý román „Gates of Fire“, jehož děj je zasazen do doby bitvy u Thermopyl, byl publikován v roce 1998. Následovaly další romány, například „Last of the Amazons“ (česky jako „Poslední z Amazonek“), „The Virtues of War“ (česky jako „Ctnosti válek“) nebo „The Afghan Campaign“ (česky jako „Afghánské tažení“).

## Válka umění
Světovým bestsellerem se stala publikace „The War of Art: Break Through the Blocks and Win Your Inner Creative Battles“, která vyšla česky jako „Válka umění: Odblokujte svou kreativitu a vyhrajte tvůrčí bitvy.“ Autor v knize pracuje s pojmem „Odpor“, který je překážkou každého tvůrce. Ztráta schopnosti ovládat svou vůli vede k frustracím a porážkám.
Podle Pressfielda máme dva životy. Jeden, který žijeme, a druhý vysněný. Mezi nimi stojí Odpor – nejsilnější jed planety způsobující víc neštěstí než chudoba. „Boj s Odporem je jako porod dítěte. Zdá se to naprosto nemožné, jenže pak si uvědomíte, že ženy přivádějí novorozeňata na svět, s cizí pomocí či bez ní, padesát milionů let,“ konstatuje autor. Publikace zároveň ukazuje, jak odblokovat kreativitu, zvládnout překážky a dosáhnout tvůrčí disciplíny.

## Knihy
Románová tvorba Stevena Pressfielda se dočkala překladů do celé řady jazyků, hojně překládán je i do češtiny.
- Last of the Amazons (2002), česky vyšlo jako Poslední z Amazonek
- Tides of War, česky vyšlo jako Souboj s bohy – historický román, jehož ústřední postavou je Alkibiadés
- Gates of Fire (1998), česky vyšlo jako Ohnivá brána – historický román o Spartě a bitvě u Thermopyl
- The Legend of Bagger Vance
- The Virtues of War (2004), česky vyšlo jako Ctnosti války
- The Afghan Campaign (2006), česky vyšlo jako Afghánské tažení
- The War of Art: Winning the Inner Creative Battle (2002), česky vyšlo jako Válka umění: Odblokujte svou kreativitu a vyhrajte tvůrčí bitvy

## Filmové práce
Před publikováním svých prvních historických románů vytvořil Pressfield několik scénářů, z nich nejvýznamnější byly filmy Freejack (1992) a Joshua Tree. V roce 2000 byl zfilmován jeho román „The Legend of Bagger Vance" (režisér Robert Redford, herecké obsazení: Will Smith, Charlize Theron a Matt Damon, česky„Legenda o slavném návratu“).